# 소니 픽처스 클래식스
소니 픽처스 클래식스(영어: Sony Pictures Classics)은 소니 픽처스 엔터테인먼트의 독립 영화및 예술 영화 배급사이다.

## 주요 작품 목록

### 2000년
- 와호장룡 (소니 픽처스 클래식스 배급, 콜럼비아 픽처스 필름 프로덕션 아시아 제공, Good Machine Prodctions 공동제공, Edko Films,Zoom Hunt International Productions 제작)
- 집으로 가는 길 (1999년 영화) (소니 픽처스 클래식스 배급, 콜럼비아 픽처스 필름 프로덕션 아시아 제공, Guangxi Film Studio,Beijing New Picture Distribution Company 제작)

### 2005년
- 쿵푸허슬 (소니 픽처스 클래식스 배급, 콜럼비아 픽처스 필름 프로덕션 아시아 제공, Huayi Brothers,Taihe Film Investment,Beijing Film Studio,China Film Group 제작)
- 레이어 케이크 (영화) (콜럼비아 픽처스,소니 픽처스 클래식스 제공, 마브 필름 제작)

### 2006년
- 카포티 (유나이티드 아티스츠,소니 픽처스 클래식스 제공, A-Line Pictures,Copper's Town Productions,Infinity Media 제작)
- 천리주단기 (소니 픽처스 클래식스 배급, 콜럼비아 픽처스 필름 프로덕션 아시아 제공, Beijing New Picture Film,China Film,Elite Group Enterprizes 제작)
- 돈 많은 친구들 (소니 픽처스 클래식스 제공, This Is That Productions 제작)

### 2007년
- 황후花 (소니 픽처스 클래식스 배급)

### 2008년
- 레드벨트 (소니 픽처스 클래식스 제공, 소니 픽처스 클래식스 제작)
- 추적 (2007년 영화) (소니 픽처스 클래식스 배급, 파라마운트 픽쳐스, 캐슬 록 엔터테인먼트 제공, Riff Raff Productions,Timnick Films 제작)

### 2009년
- 레이첼 결혼하다 (소니 픽처스 클래식스 제공, Clinica Estetico 제작)
- 브로큰 임브레이스 (소니 픽처스 클래식스 배급, El Deseo 제공, El Deseo 제작)

### 2010년
- 언 애듀케이션 (소니 픽처스 클래식스 배급, BBC Films 제공, Endgame Entertainment 공동제공, Finola Dwyer Productions,Wildgaze Films 제작)
- 톨스토이의 마지막 인생 (소니 픽처스 클래식스 제공)
- 환상의 그대 (소니 픽처스 클래식스 제공)

### 2011년
- 인사이드 잡 (소니 픽처스 클래식스 제공, Screen Pass Pictures 공동제공, Representational Pictures 제작)
- 레스트리스 (소니 픽처스 클래식스, 이매진 엔터테인먼트 제공, Brian Grazer 제작)

### 2012년
- 레이드: 첫번째 습격 (소니 픽처스 클래식스 배급)

### 2013년
- 비포 미드나잇 (소니 픽처스 클래식스 배급, Faliro House Productions 제공, Venture Forth, 캐슬 록 엔터테인먼트 공동제공, Detour Films 제작)

### 2014년
- 런치박스 (소니 픽처스 클래식스 배급, UTV Motion Pictures 제공, DAR Motion Pictures 공동제공, Dharma Productions 제작)
- 레이드 2 (소니 픽처스 클래식스 제공, 스테이지 6 필름 공동제공, PT. Merantau Films,XYZ Films 제작)
- 매직 인 더 문라이트 (소니 픽처스 클래식스 제공, Gravier Productions,Perdido Productions,Ske-Dat-De-Dat Productions 공동제공, Dippermouth Productions 제작)

### 2015년
- 폭스캐처 (소니 픽처스 클래식스 제공, Likely Story 공동제공, Annapurna Pictures 제작)
- 위플래쉬 (소니 픽처스 클래식스 배급, Bold Films 제공, 블룸하우스 프로덕션,Right of Way Films 제작)
- 써드 퍼슨 (소니 픽처스 클래식스 배급, Corsan 제공, Volten,Lailaps Pictures,FilmFinanceIV 공동제공, Corsan,Highway61 Films 제작)